# Eucalyptus gomphocornuta
Eucalyptus gomphocornuta är en myrtenväxtart som beskrevs av Trabut. Eucalyptus gomphocornuta ingår i släktet Eucalyptus och familjen myrtenväxter. Inga underarter finns listade i Catalogue of Life.